# Marco Júnio Silano Torquato (cônsul em 46)
Marco Júnio Silano (em latim: Marcus Junius Silanus; 14–54 (40 anos)) foi um senador romano da gente Júnia eleito cônsul em 46 com Décimo Valério Asiático. Era o filho mais velho de Marco Júnio Silano Torquato, cônsul em 19, e Emília Lépida, uma bisneta de Augusto. Como membro da família imperial, Silano podia ser considerado um possível herdeiro do trono.

## Carreira
Apesar de ter sido honrado com um consulado pelo imperador Cláudio em 46 e de ter servido como procônsul da Ásia, Silano não sobreviveu à morte do imperador. Tácito exonerou o novo imperador, Nero, da culpa pela morte de Silano, o "primeiro crime do novo principado", mas lança a culpa em Agripina, a última esposa de Cláudio e mãe do novo imperador. Segundo ele, em 54, Agripina temia que Silano pudesse querer se vingar da morte de seu irmão, o pretor Lúcio Júnio Silano Torquato, forçado ao suicídio depois que um rumor espalhado por Agripina o implicou no crime de incesto com sua irmã, Júnia Calvina, que acabou banida. Como no caso de Cláudio, veneno foi a arma escolhida para assassinar Silano. Dião Cássio conta que Agripina chegou a enviar a ele o mesmo veneno utilizado para assassinar o marido; Tácito informa que a droga foi administrada pelo equestre Públio Celério com a ajuda de um liberto chamado Hélio. Os dois cometeram o crime abertamente e Celério chegou a ser processado, junto com outros, pelo crime na província da Ásia. Além disto, segundo Tácito, Nero garantiu que a acusação fosse tão atrasada a ponto de permitir que Celério morresse de velhice.

## Família
O filho de Silano, Lúcio Júnio Silano Torquato, a quem Tácito chama de "jovem moderado", foi considerado igualmente uma ameaça e informantes logo inventaram uma conspiração implicando ele e sua tia, Júnia Lépida, em uso de magia e incesto. Depois de ser exilado para Bari, o jovem Torquato foi emboscado por um centurião e alguns soldados, mas, ao invés de cortar os pulsos quando lhe foi oferecida a oportunidade, ele preferiu morrer lutando com seus próprios punhos. Segundo Tácito, o centurião então o atingiu no peito com sua espada, matando-o na hora.